# Saul Bellow
Saul Bellow   (Lachine, 10 de juny de 1915 - Brookline, 5 d'abril de 2005) fou un escriptor i professor universitari quebequès-estatunidenc, guardonat amb el Premi Nobel de Literatura l'any 1976.
És conegut fonamentalment per les seues novel·les, en les quals tracta els temes de l'aïllament, la dissociació espiritual i les possibilitats d'un despertar de la humanitat, influït per la seua herència jueva. Mentre gaudia d'una beca Guggenheim a París, va escriure la seua novel·la més coneguda, The Adventures of Augie March.

## Biografia
Va nàixer el 10 de juny del 1915 a la ciutat de Lachine, població canadenca situada a Quebec i que avui dia forma part de la ciutat de Mont-real, poc després que els seus pares hagueren emigrat des de Sant Petersburg (Rússia), en una família de religió jueva amb el nom de Solom Bellow, familiarment anomenat 'Sollie'. La família es va traslladar als suburbis de Chicago, situada a l'estat nord-americà d'Illinois, quan Bellow tenia nou anys. En aquesta ciutat, on va rebre l'escolarització que formaria part del context de moltes de les seues novel·les, son pare s'hi dedicava a un negoci d'importació de cebes. Va sentir una especial estima per la Bíblia durant tota la seua vida, que va començar a llegir a l'edat de quatre anys, quan va començar a estudiar hebreu. Durant un període de malaltia en la seua joventut, va fer-se més autoconfiat (era un home molt capaç, tot i no ser un erudit) i li va donar l'oportunitat de satisfer la seua set de
lectura: s'ha indicat que va decidir fer-se escriptor en llegir Uncle Tom's Cabin de Harriet Beecher Stowe. John Podhoretz, un estudiant de la Universitat de Chicago, va dir que Bellow i Allan Bloom, un íntim amic de Bellow, «inhalaven llibres i idees de la mateixa manera que la resta respiràvem aire».
A la dècada del 1930, Bellow va formar part de la secció de Chicago del WPA Writer's Project, que incloïa genis literaris de la ciutat de la talla de Richard Wright i Nelson Algren. La major part dels escriptors eren d'ideologia d'esquerra radical, i si no eren obertament membres del Partit Comunista, almenys hi simpatitzaven. Molts, com ara Richard Wright, van participar activament en les activitats del partit o dels clubs John Reed. Hi havia els estalinistes, que llegien només els llibres aprovats pel partit, i els trotskistes, que llegien
els llibres prohibits. Bellow era trotskista, i llegia les obres que no figuraven en la llista d'aprovats. A causa del gran nombre d'escriptors estalinistes, Bellow va haver de suportar moltes crítiques.
Va començar els estudis universitaris a la Universitat de Chicago, però els va abandonar als dos anys per completar la titulació d'antropologia a la Northwestern University. S'ha suggerit que els estudis d'antropologia van tenir una interessant influència en el seu estil literari. Bellow va impartir docència a la Universitat de Minnesota, la Universitat de Nova York, Princeton, la Universitat de Chicago, el Bard College i a la Universitat de Boston.
Abans que Bellow comencés la seua carrera com a escriptor, va dedicar-se a fer recensions de llibres a deu dòlars la unitat. Les seues obres primerenques van atorgar-li la reputació de ser un dels principals novel·listes del segle xx, i fins a la seua mort va ser considerat un dels més grans novel·listes vius en llengua anglesa.
Va ser el primer novel·lista a guanyar tres vegades el National Book Award, concretament en les edicions del 1954, 1965 i 1971, i l'any 1976 guanyà el Premi Pulitzer. Aquell mateix any, fou guardonat amb el Premi Nobel de Literatura per la seva comprensió de l'ésser humà i l'anàlisi subtil de la cultura contemporània que es combina en el seu treball. L'any 1993, va mudar-se a la ciutat de Brookline, on morí en la seva residència el 5 d'abril del
2005. L'any 1988, fou guardonat amb la National Medal of Arts.
Posteriorment, fou enterrat al cementeri jueu Shir he harim de Brattleboro, situat a l'estat de Vermont.

## Vida personal
Bellow es va casar cinc vegades, i tots menys el seu darrer matrimoni va acabar en divorci. Les dones de Bellow eren Anita Goshkin, Alexandra (Sondra) Tschacbasov (filla del pintor Nahum Tschacbasov), Susan Glassman, Alexandra Ionescu Tulcea i Janis Freedman. .
El seu fill Greg pel seu primer matrimoni es va convertir en psicoterapeuta; va publicar Saul Bellow's Heart: A Son's Memoir el 2013, gairebé una dècada després de la mort del seu pare. El fill de Bellow pel seu segon matrimoni, Adam, va publicar un llibre de no ficció In Praise of Nepotism el 2003. El 1999, quan tenia 84 anys, Bellow va tenir el seu quart fill i la seva primera filla, amb Freedman.
Quan es va casar amb la seva segona dona Tschacbasov, el seu sogre era l'artista Nahum Tschacbasov.

## Temes i estil

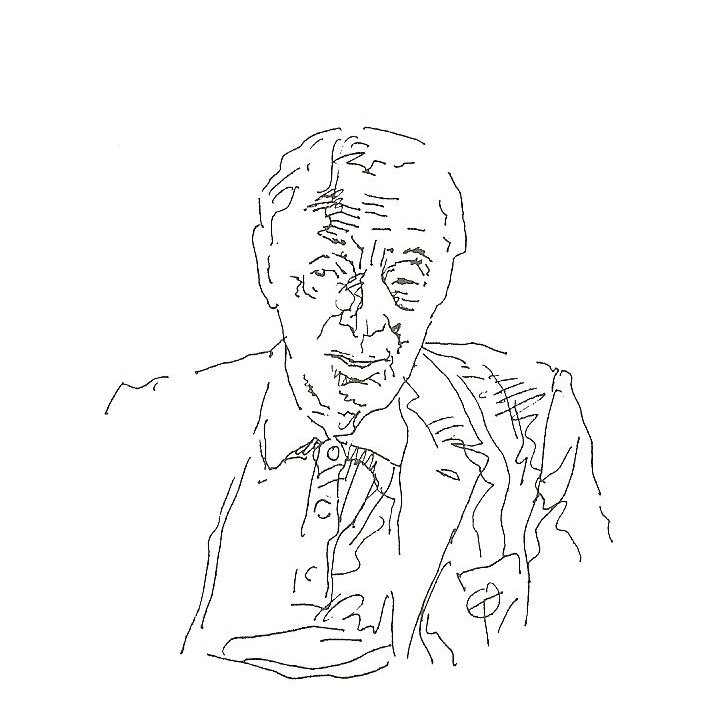
Retrat de Bellow de Zoran Tucić

Els temes de Bellow inclouen la desorientació de la societat contemporània i la capacitat de les persones per superar la seva fragilitat i aconseguir la grandesa o la consciència. Bellow va veure molts defectes de la civilització moderna i la seva capacitat per fomentar la bogeria, el materialisme i el coneixement enganyós. Els personatges principals de la ficció de Bellow tenen un potencial heroic i moltes vegades s'oposen a les forces negatives de la societat. Sovint aquests personatges són jueus i tenen un sentiment d'alienació o alteritat. .
La vida i la identitat jueves és un tema important en l'obra de Bellow, tot i que es va eriçar en ser anomenat un escriptor jueu. El treball de Bellow també mostra una gran apreciació d'Amèrica i una fascinació per la singularitat i la vitalitat de l'experiència americana. .
L'obra de Bellow abunda en referències i cites de Marcel Proust i Henry James, entre d'altres, però compensa aquestes referències d'alta cultura amb acudits. Bellow va intercalar elements autobiogràfics a la seva ficció, i es deia que molts dels seus personatges principals s'assemblaven a ell. .

## Anàlisi
Martin Amis va descriure a Bellow com «el millor autor nord-americà, segons el meu punt de vista».
| « | Les seves frases semblen pesar més que les de ningú. És com una força de la natura... Trenca totes les regles... [L]es persones de la ficció de Bellow són persones reals, però la intensitat de la mirada en què els banya, d'alguna manera a través del particular, s'obre en l'universal. | » |

Per a Linda Grant, «El que Bellow ens havia de dir a la seva ficció era que valia la pena, estar viu».
| « | El seu vigor, vitalitat, humor i passió sempre anaven acompanyats de la insistència en el pensament, no dels tòpics predigerits dels mitjans de comunicació de masses o d'esquerres, que l'havien començat a repugnar als anys seixanta... És fàcil ser un' escriptor de consciència'—ho pot fer qualsevol si vol; només tria la teva causa. Bellow va ser un escriptor sobre la consciència i la consciència, sempre en conflicte per les demandes en competència de les grans ciutats, l'impuls de l'individu per sobreviure contra tot pronòstic i la seva igual necessitat d'amor i una mena de comprensió penetrant del que hi havia d'important més enllà de tota extorsió. | » |

D'altra banda, els detractors de Bellow consideraven la seva obra convencional i anticuada, com si l'autor intentés reviure la novel·la europea del segle xix. En una carta privada, Vladimir Nabokov va descriure Bellow com una miserable mediocritat. El periodista i autor Ron Rosenbaum va descriure Ravelstein (2000) de Bellow com l'únic llibre que va superar les deficiències de Bellow com a autor. Rosenbaum va escriure,
| « | El meu problema amb el Bellow pre-Ravelstein és que massa sovint s'esforça massa per unir dos aspectes una mica contradictoris del seu ésser i estil. Hi ha el savi del carrer Windy City i després, com per mostrar que el savi té saviesa, hi ha els trossos no digerits de pensament i especulacions filosòfiques arcanes, no del tot impressionants. Només per assegurar-vos que sabeu que les seves novel·les tenen un pes intel·lectual. Que el món i la carn de la seva prosa són alhora figurats i transfigurats. | » |

Kingsley Amis, pare de Martin Amis, va quedar menys impressionat per Bellow. El 1971, Kingsley va suggerir que l'escriptor de crims John D. MacDonald «és per qualsevol criteri un escriptor millor que Saul Bellow».
Sam Tanenhaus va escriure a The New York Times Book Review el 2007:
| « | Però, doncs, què hi ha dels molts defectes: les llargues i les digressions, les conferències sobre antroposofia i religió, les llistes de lectures arcanes? Què passa amb els personatges que no canvien ni creixen sinó que simplement s'arrossegaven a la pàgina, fins i tot els colorits indigents que pontifiquen com a estudiants febrils als seminaris que Bellow va impartir a la Universitat de Chicago? I què passa amb les exesposes caricaturitzades de manera punitiva extreta dels abundants anals de la mateixa discòrdia matrimonial del novel·lista? | » |

Però Tanenhaus va continuar responent a la seva pregunta:
| « | Deficiències, sens dubte. Però què? La natura no ens deu la perfecció. Els novel·listes tampoc. Qui de nosaltres reconeixeria la perfecció si la veiéssim? En qualsevol cas, l'aplicació de mètodes crítics, de qualsevol tipus, semblava inútil en el cas d'un autor que, com Randall Jarrell va escriure una vegada de Walt Whitman, és un món, un desaprofitament amb, aquí i allà, sistemes que brillen a l'atzar en la foscor: aquells sistemes 'tan bellament i sorprenentment organitzats com els anells i satèl·lits de Saturn'. | » |

VS Pritchett va elogiar Bellow, trobant que les seves obres més curtes eren les millors. Pritchett va qualificar la novel·la de Bellow Seize the Day com una petita obra mestra grisa.

## Visions polítiques
A mesura que va créixer, Bellow es va allunyar decididament de la política d'esquerres i es va identificar amb el conservadorisme cultural. Entre els seus opositors hi havia el feminisme, l'activisme del campus i el postmodernisme. Bellow també es va introduir en el regne sovint polèmic de les relacions jueves i afroamericanes. Bellow va ser crític amb el multiculturalisme i, segons Alfred Kazin, va dir una vegada: «Qui és el Tolstoi dels zulús? El Proust dels papús? M'agradaria llegir-lo». Bellow es va distanciar una mica d'aquests comentaris, que ell va caracteritzar com «òbviament i pedant sens dubte». Tanmateix, va mantenir la seva crítica al multiculturalisme, escrivint:
| « | En qualsevol societat raonablement oberta, es riuria de l'absurd d'una petita campanya policial de pensament provocada per l'ampliació absurda dels comentaris "discriminatoris" sobre els papús i els zulús. Ser seriós en aquest estil fanàtic és una mena d'estalinisme: la serietat estalinista i la fidelitat a la línia del partit que la gent gran com jo recorden massa bé. | » |

Malgrat la seva identificació amb Chicago, es va mantenir al marge d'alguns dels escriptors més convencionals d'aquesta ciutat. En una entrevista de 2006 a la revista Stop Smiling, Studs Terkel va dir de Bellow: «No el coneixia massa bé. No estàvem d'acord en una sèrie de coses políticament. A les protestes al començament dels Armies of the Night de Norman Mailer, quan Mailer, Robert Lowell i Paul Goodman marxaven per protestar per la Guerra del Vietnam, Bellow va ser convidat a una mena de contrarepleta. Va dir: «Per descomptat que hi assistiré». Però va fer una gran cosa. En lloc de només deia d'acord, n'estava orgullós. Així que li vaig escriure una carta i no li va agradar. Em va respondre una carta. Em va dir estalinista. Però, d'altra banda, érem simpàtics. Era un escriptor brillant. per descomptat. M'encanta Aprofita el dia» .
Els intents de posar el nom de Bellow a un carrer al seu barri de Hyde Park van ser aturats per un regidor local perquè Bellow havia fet comentaris sobre els habitants del barri que consideraven racistes. Un tram d'una illa del West Augusta Boulevard a Humboldt Park va rebre el nom de Saul Bellow Way en el seu honor.
Bellow era partidari de l'anglès nord-americà, una organització formada a principis dels anys 80 per John Tanton i l'antic senador S. I. Hayakawa, que recolza fer de l'anglès l'idioma oficial dels Estats Units, però va acabar la seva associació amb el grup el 1988.

## Crítica literària
El seu amic i protegit Philip Roth va dir d'ell: 
| « | La pedra angular de la literatura nord-americana del segle xx la constitueixen l'obra de dos novel·listes: William Faulkner i Saul Bellow. Tots dos plegats són el Melville, Hawthorne i Twain del segle xx. | » |

Els detractors de Bellow consideren la seua obra convencional i passada de moda, com si l'escriptor estigués tractant de reviure la novel·la del segle xix. També apunten que els personatges de les seues darreres novel·les no semblen de carn i ossos. Herzog, Henderson i altres personatges transcendents de les seues darreres novel·les semblen estar extrets de les obsessions filosòfiques de l'autor, i no de la vida real. Els seus personatges es consideren vehicles per expressar el seu pensament filosòfic i la seua erudició.

El relat de Bellow sobre el seu viatge a Israel-Palestina l'any 1975, To Jerusalem and Back: A Personal Account, va ser criticat per Noam Chomsky en el seu llibre Fateful Triangle: the United States, Israel & the Palestinians (1983). Bellow, va escriure: 
| « | [Chomsky] veu un Israel on gairebé tothom és raonable i tolerant, i on la rancúnia vers els àrabs gairebé no existeix, on la gent pensa molt i ho fa profundament sobre com conrear una terra àrida, industrialitzar el país, construir ciutats, fer una societat, investigar, filosofar, escriure llibres, sostenir una gran tradició moral, i finalment crear un exèrcit d'aguerrits soldats. | » |

També fou criticat per haver lloat el controvertit llibre de Joan Peters From Time Immemorial, que desafiava la història convencional del poble palestí.

En una entrevista publicada el 7 de març del 1988 pel periòdic The New Yorker, Bellow va provocar la controvèrsia quan va exclamar, respecte al multiculturalisme: 
| « | Qui és el Tolstoi dels zulus? El Proust dels papuans? M'agradaria llegir-los. | » |

La declaració va ser presa com un menyspreu de la literatura no occidental. Inicialment, Bellow va declarar que havia estat malinterpretat. Després, escrivint en la seua defensa al New York Times, va manifestar: 
| « | L'escàndol és completament periodístic en el seu origen... Potser jo siga una de les poques persones que han llegit una novel·la papuana... Sempre és absurd intentar explicar als qui no són experts en la matèria, i instruir-los, que jo estava parlant de la diferència entre les societats literàries i les preliteràries. En aquest sentit, cal recordar que una vegada vaig ser estudiant d'antropologia. | » |

Malgrat la seua identificació amb Chicago, s'ha mantingut a distància d'alguns dels escriptors més coneguts de la ciutat. Studs Terkel, en una entrevista concedida a la revista Stop Smiling l'any 2006, va dir de Bellow: 
| « | No el coneixia massa. No estàvem d'acord en una gran quantitat de coses, des del punt de vista polític. En les protestes del principi d'Armies of the Night, de Norman Mailer, quan Mailer, Robert Lowell i Paul Goodman havien marxat per a protestar contra la Guerra del Vietnam, Bellow va ser invitat a una mena de contraassemblea. Va dir: "Per descomptat que hi assistiré". Però ho va fer molt gros. En lloc d'expressar només el seu acord va mostrar-s'hi ben orgullós. Així que vaig escriure-li una carta, i no li va agradar gens. Em va acusar d'estalinista. No obstant això, ens vam fer amics. Era un escriptor brillant, no es pot negar. M'agrada molt Seize the Day. | » |

## Obres

### Narrativa
- 1944: Dangling Man
- 1947: The Victim
- 1953: The Adventures of Augie March
- 1956: Seize the Day, traduït al català com a Atrapa el dia, per Ramon Folch i Camarasa amb L'Avenç (2015)
- 1959: Henderson the Rain King
- 1964: Herzog, traducció al català per Joan Ayala, Edicions 62, 2002. ISBN 84-297-5051-7
- 1968: Mosby's Memoirs, contes també recollits a Collected Stories
- 1970: Mr. Sammler's Planet
- 1975: Humboldt's Gift, Premi Pulitzer
- 1982: The Dean's December
- 1984: Him with His Foot in His Mouth, contes també recollits a Collected Stories
- 1987: More Die of Heartbreak
- 1989: A Theft
- 1989: The Bellarosa Connection
- 1991: Something to Remember Me By: Three Tales
- 1997: The Actual, traduït al català com a L'autèntica, per Víctor Compta González, Edicions 62, 1998, ISBN 84-297-4365-0; i 2002, ISBN 84-297-5180-7
- 2000: Ravelstein
- 2001: Collected Stories

### Assaig
- 1976: To Jerusalem and Back
- 1994: It All Adds Up
- 1997: Graven Images